# Sibyl de Neufmarché
Sibyl de Neufmarché también Sibylle de Hereford, condesa de Hereford, señora de Brecknock suo iure (h. 1100 – después de 1143), fue una noble cambro-normanda y heredera de uno de los feudos más importantes de las Marcas Galesas. Como bisnieta de Gruffydd ap Llywelyn, rey de Gales, Sibyl también estuvo vinculada a la nobleza de Inglaterra y Normandía. Heredó los títulos y las tierras de su padre, Bernard de Neufmarché, señor de Brecon, después de que su madre, Nest ferch Osbern, declarar ilegítimo a su hermano Mahel. La mayor parte de estas propiedades pasaron a manos del marido de Sibyl, Miles de Gloucester, I conde de Hereford, en concepto de dote. Fue el rey Enrique I de Inglaterra quien había concertado personalmente el matrimonio en la primavera de 1121. Sibyl, con sus extensas tierras, fue fundamental en los planes del rey de consolidar el poder anglonormando en el sudeste de Gales mediante la fusión de sus propiedades con las de Miles, el leal súbdito en el que confió para aplicar la política de la corona.
De adulta, Sibyl vivió el convulso reinado de Esteban, período que se conoce como la Anarquía, en la que su esposo desempeñó un papel crucial. Tras la muerte accidental de Miles en 1143, Sibyl comenzó una vida religiosa en el priorato de Llanthony Secunda, en Gloucestershire, al que había dotado hasta seis años antes. Sibyl está enterrada en el priorato, fundado por Miles en 1136.

## Familia

### Ascendencia

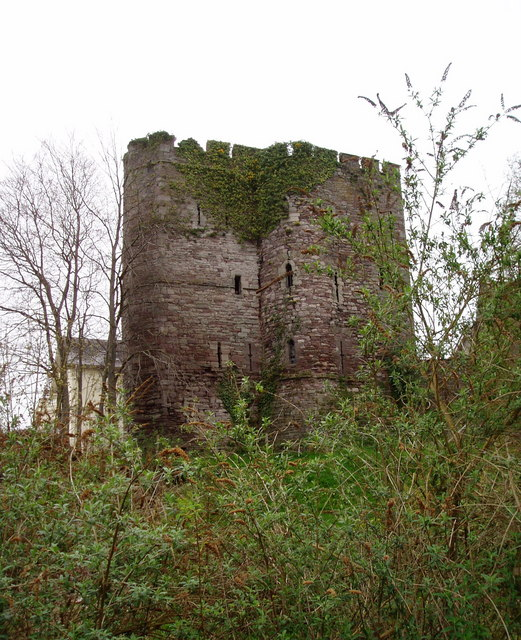
Ruinas del castillo de Brecon, el lugar de nacimiento de Sibyl y parte de su amplio patrimonio

Sibyl nació alrededor de 1100 en el castillo de Brecon, en Gales. Fue la única hija de Bernard de Neufmarché, señor de Brecon y una figura importante en las Marcas Galesas, y de Nest ferch Osbern. Nest era la hija de Osbern FitzRichard y Nest ferch Gruffydd y la nieta de Gruffydd ap Llywelyn, rey de Gales, y de Edith de Mercia.
Bernard, el padre de Sibyl, nació en el castillo de Le Neuf-Marché-en-Lions, en la frontera que hay entre Normandía y Beauvais. Era un caballero que había luchado bajo las órdenes de los reyes ingleses Guillermo I, Guillermo II y Enrique I. Según el historiador Lynn H. Nelson, Bernard de Neufmarché fue «el primero de los conquistadores originales de Gales». Dirigió al ejército normando en la batalla de Brecon en 1093, en la que falleció Rhys ap Tewdwr. La realeza en Gales acabó al morir Rhys, con lo que Bernard pudo reafirmar su dominio sobre Brycheiniog y convertirse en el primer gobernante del señorío de Brecknock. El título y las tierras siguieron en posesión de su familiar hasta 1521. El nombre Neufmarché, Novo Mercato en latín, ha tomado su forma inglesa en «Newmarket» o «Newmarch».

### Herencia
Sibyl tuvo dos hermanos: Philip, que es muy probable que muriera joven, y Mahel. Nest hizo que desheredaran a Mahel al jurarle al rey Enrique I de Inglaterra que otro hombre lo había engendrado. Según Giraldus Cambrensis, este acto se vio motivado por la venganza, después de que Mahel hubiera mutilado al amante de Nest, un caballero cuya identidad es desconocida. En el siglo XIX, Bernard Bolingbroke Woodward sugirió que, tras la muerte de Bernard, Nest «cayó en deshonra con una intriga» con uno de los soldados del difunto. Mahel, que para entonces ya había heredado las propiedades de Bernard, desaprobaba el romance hasta tal punto que mató al amante de Nest. La venganza de ésta fue desheredarlo declarando que Bernard no era el padre de Mahel. Sin embargo, el maritagium (acta de matrimonio) que había dispuesto el rey Enrique I en 1121 para la unión entre Sibyl y su futuro esposo Miles deja claro que Bernard todavía vivía cuando se redactó; lo que demuestra que la versión de la historia de Bernard Bolingbroke Woodward se aleja de los hechos conocidos. La autora Jennifer C. Ward sugiere que, si bien en esa acta consta que el rey Enrique obraba a petición de Bernard, Nest y los barones, es probable que hubiera presionado considerablemente a los Neufmarché para que desheredaran a Mahel a favor de Sibyl y, por ende, de Miles. Con todo, fuera cual fuera el momento o la razón, el desenlace de la declaración de Nest fue que Sibyl (a quien Nest reconoció como hija de Bernard) se convirtió en la única heredera legítima del inmenso señorío de Brecon, uno de los más feudos más importantes y sustanciales de las Marcas Galesas. El maritagium de Enrique indicaba en particular que las tierras de los padres de Sibyl «comprendían Talgarth, el bosque de Ystradwy, el castillo de Hay, la totalidad de la tierra de Brecknock, hasta los límites de la tierra de Richard Fitz Pons, a saber, hasta Brecon y Much Cowarne, un pueblo de Inglaterra»; también se otorgaron los honorarios y los servicios de varias personas nombradas como parte de la dote. Por ello, pasó a ser señora de Brecknock suo iure a la muerte de su padre, y una de las herederas más ricas del sur de Gales.

## Matrimonio

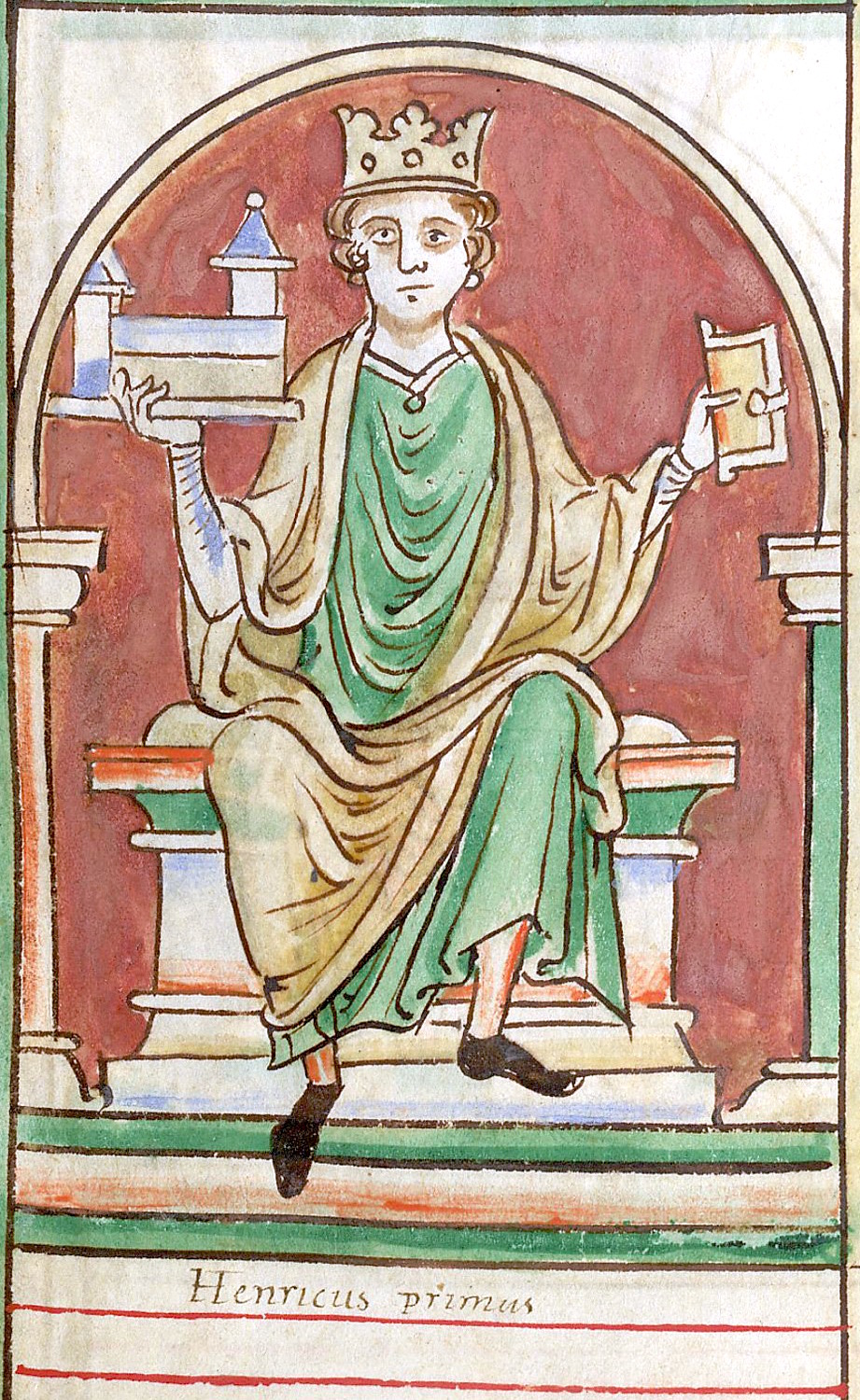
El rey Enrique I de Inglaterra, que concedió a Sibyl en matrimonio a Miles de Gloucester

Antes de abril o mayo de 1121, Sibyl se casó con Miles (o Milo) FitzWalter de Gloucester, quien, al morir su padre en 1129, se convirtió en sheriff de Gloucester y en condestable de Inglaterra. El matrimonio fue concertado personalmente por el rey Enrique I, para el que Miles era un funcionario real de confianza. En un acta escrita en latín (el maritagium), que data del 10 de abril / 29 de mayo de 1121, se recogen los acuerdos para la unión de Sibyl y Miles. El historiador C. Warren Hollister consideró que la redacción del documento era reveladora, y señaló que «el rey entregó a la hija como si estuviera haciendo una concesión de tierras»: «Sabed que yo [el rey Enrique I] he entregado y he concedido en firme a Miles de Gloucester a Sibyl, hija de Bernard de Neufmarché, junto con todas las tierras de Bernard su padre y de su madre tras sus muertes...». Las tierras de sus padres se le traspasarían a Miles después de morir aquellos o «en vida si así lo deseaban». Asimismo, Enrique ordenó que los arrendatarios del feudo debían rendir pleito homenaje como su señor.
Al concertar una serie de alianzas matrimoniales, parecidas a la que había entre Sibyl y Miles, el rey Enrique I de Inglaterra transformó «el mapa del poder territorial en el sudeste de Gales». Tales acuerdos suponían una ventaja para ambas partes. La descripción que hace Hollister de la unión de Miles con Sibyl habla de un «avance crucial en la trayectoria de Enrique». Los nuevos señores, en puestos similares al de Miles, eran los leales vasallos del rey, en los que podía confiar para aplicar la política real. El padre de Sibyl falleció antes de 1128 (muy probablemente en 1125), y Miles tomó posesión de toda la herencia, que, al fusionarse con sus propiedades, formó un honor.

### Descendencia
Sibyl y Miles tuvieron ocho hijos:
- Margaret de Hereford (1122/1123–6 de abril de 1197), casada con Humphrey III de Bohun, hijo de Onfroi II de Bohun con el que tuvo descendencia. Recibió el puesto de condestable de Inglaterra y estuvo a cargo del señorío de Herefordshire como viuda hasta su muerte.[27]
- Roger Fitzmiles, II conde de Hereford (antes de 1125–22 de septiembre de 1155). El acuerdo matrimonial de Roger con Cecily FitzJohn (el primero para ella), hija de Pain fitzJohn y Sibyl de Lacy, fue ratificado por el rey Esteban en 1137.[18] La unión no tuvo descendencia, como tampoco la tuvieron los sucesivos matrimonios de Cecily.
- Walter de Hereford (m. 1159/1160). Se desconoce si contrajo nupcias. Sin embargo, Walter partió hacia Palestina en la Michaelmas de 1159, y falleció poco después sin dejar descendencia legítima.[28]
- Henry Fitzmiles (m. h. 1162), casado con una mujer llamada Isabella, de apellido desconocido. Murió sin descendencia legítima.
- Mahel de Hereford (m. 1164). No consta que contrajera nupcias. Murió sin descendencia legítima.
- William de Hereford (m. 1166). No consta que contrajera nupcias. Murió sin descendencia legítima.
- Bertha de Hereford (h. 1130–¿?), casada con William de Braose, III señor de Bramber, con el que tuvo hijos.
- Lucy de Hereford, señora de Blaen Llyfni y Bwlch y Dinas (m. 1219/1220), casada con Herbert FitzHerbert de Winchester, con el que tuvo hijos.

## La Anarquía

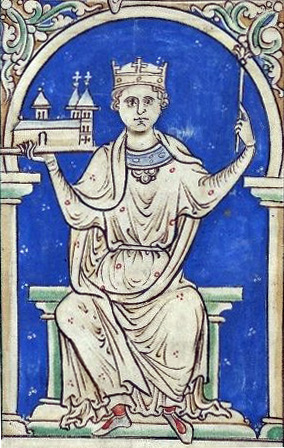
Esteban de Blois, cuyo caótico reinado en Inglaterra paso a conocerse como la Anarquía

Al fallecer Enrique I en 1135, el trono de Inglaterra fue ocupado por Esteban de Blois, nieto de Guillermo I de Inglaterra. Matilde (Maud), la hija de Enrique, también reclamó el trono, y contó con el apoyo de los señores de las Marcas Galesas. Tras la muerte de su esposo, el emperador Enrique V, en 1125, Matilde había regresado a Inglaterra por primera vez en dieciséis años. Ante la insistencia de Enrique I, los barones (entre ellos Esteban) juraron que defenderían los derechos de Matilde como heredera. Ésta se casó con Godofredo de Anjou en 1128. Vivieron juntos en Francia y tuvieron tres hijos, el mayor de los cuales, Enrique, se convertiría en rey. Al principio, Miles apoyaba a Esteban. Alrededor de 1136, Esteban le otorgó al esposo de Sibyl la totalidad del honor de Gloucester y Brecknock, y lo nombró condestable del castillo de Gloucester, con lo cual a Miles se le llegó a conocer como uno de los «esbirros» de Esteban.
El priorato de Llanthony se había establecido cerca de Crucorney, en el valle de Ewyas, en 1118, el primer monasterio agustino de Gales. El padre de Miles, Walter de Gloucester, se había retirado allí hacia 1126. El descontento que se había gestado en Gales durante los últimos años del reinado de Enrique estalló en 1135 al morir éste. Los terrenos que bordeaban el priorato volvieron a estar bajo el dominio de los galeses, y fueron objeto de tal «hostigamiento» por parte de los galeses que decidieron marcharse los canónigos que no eran galeses. En 1136, Miles fundó un nuevo priorato en Gloucester para ellos, al que llamaron Llanthony Secunda. Después del año 1137, Sibyl y su marido efectuaron una nueva donación al nuevo priorato.

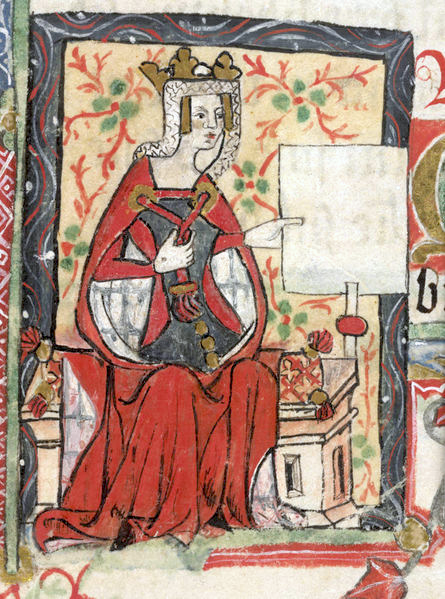
Matilde, a la que Sibyl apoyó en oposición al rey Esteban

Miles trasladó su lealtad a Matilde cuando éste regresó a Inglaterra en 1139. Según el profesor Edmund King, a aquel le guio la conveniencia, y no los principios, a la hora de tomar la decisión de apoyar a Matilde, así como la necesidad de aunar fuerzas con el hermanastro ilegítimo de Matilde, el poderoso conde Roberto de Gloucester, que era el gobernante de algunos de los feudos de Miles. Esteban le quitó el título de «condestable de Inglaterra» como castigo por haberlo abandonado. El 25 de julio de 1141, en agradecimiento por su apoyo y su asistencia militar y, según el historiador R. H. C. Davis, posiblemente para compensarle por haber perdido el cargo, Matilde invistió a Miles como I conde de Hereford. Asimismo, recibió el castillo de St. Briavels y el bosque de Dean. En ese momento, Matilde era la reina de facto de Inglaterra, ya que había mandado encarcelar a Esteban en Bristol tras su captura en febrero al acabar la batalla de Lincoln. Sibyl llevó el título de condesa de Hereford hasta la inesperada muerte de Miles dos años después. En 1141, Miles recibió el honor de Abergavenny de manos de Brian Fitz Count, el hijo ilegítimo del duque Alano IV de Bretaña. Esta concesión se hizo en agradecimiento por las hábiles tácticas militares que había implementado y que habían protegido el castillo de Brien en Wallingford durante el asedio del rey Esteban en 1139/1140. Matilde le dio su beneplácito para que se efectuara el traspaso.
Durante la Anarquía, como se vino a conocer el período del reinado de Esteban como rey de Inglaterra, la vida se vio afectada en gran manera en las tierras de su esposo. No hay duda de que Sibyl habría padecido por ello, sobre todo después de que Miles decidiera apoyar la reivindicación de Matilde al trono y oponerse a Esteban. Cuando Matilde cayó derrotada en Winchester en 1141, Miles se vio obligado a volver deshonrado a Gloucester: «cansado, semidesnudo y solo». En noviembre de ese mismo año, Esteban salió de la cárcel y se le restituyó el trono inglés.
La zozobra de Sibyl se agudizó en 1143 cuando el obispo de Hereford, Robert de Bethune, impuso un entredicho sobre Hereford, bloqueó con espinas todas las entradas de la catedral y excomulgó a Miles. Con el fin de recaudar dinero para pagar a sus tropas y ayudar económicamente a Matilde, Miles les había exigido a todas las iglesias de su condado el pago de un impuesto, acto que el obispo había considerado ilegal. Cuando el obispo se quejó y amenazó a Miles con la excomunión, éste, en respuesta, envió a sus hombres a expoliar la diócesis para llevarse sus bienes. En represalia por los anteriores ataques de Miles a la ciudad monárquica de Worcester y los castillos de Hereford y Wallingford, el rey Esteban otorgó el título de «conde de Hereford» a Robert de Beaumont, II conde de Leicester; sin embargo, Miles nunca le entregó a éste el condado ni el título.

## Viudez y fallecimiento
Mientras se hallaba en una partida de caza de ciervos en el bosque de Dean, el esposo de Sibyl recibió el impacto accidental de una flecha en su pecho que lo mató el 24 de diciembre de 1143. En el momento de su muerte, se hallaba inmerso en un proceso judicial contra la jurisdicción del obispo. Su primogénito, Roger, fue su sucesor en el condado. En protesta por la excomunión de su padre, Roger se mantuvo como enemigo declarado de la Iglesia hasta casi el final de sus días, cuando ingresó como monje en un monasterio de Gloucester. Tras la muerte de su esposo, Sibyl comenzó una vida religiosa en el priorato de Llanthony Secunda, al que había dotado con anterioridad. Fue enterrada en el mismo priorato, aunque no constan la fecha de la defunción ni la del entierro. 

## El legado de Sibyl
Al morir Roger sin descendencia en 1155, el condado de Hereford quedó en estado de pendencia hasta 1199, cuando el rey Juan concedió el título a Henry de Bohun, nieto de Sibyl por parte de su primogénita, Margaret. Como murieron todos sus hijos varones sin hijos legítimos, las tres hijas de Sibyl pasaron a ser coherederas del honor de Brecon. Bertha, la segunda hija, transfirió la herencia de Sibyl a los de Braose por matrimonio, por lo que se convirtieron en una las familias más poderosas de las Marcas Galesas.
El señorío de Brecknock acabaría por pasar a manos de los de Bohun, por medio de Eleanor de Braose. Ésta, que descendía de Sibyl al ser hija de Bertha de Hereford, se casó con Humphrey de Bohun, hijo del II conde de Hereford. El hijo que tuvieron Eleanor y Humphrey, Humphrey de Bohun, heredó los títulos de su abuelo en 1275.

## Ancestros
| \| \| \| \| \| \| \| \| \| \| \| \| \| \| \| \| \| \| \| \| 8. Turquetil de Neufmarché \| \| \| \| \| \| \| \| \| \| \| \| \| \| \| \| \| \| \| \| \| \| \| \| \| \| \| \| \| \| \| \| \| \| \| \| \| \| \| \| \| \| \| \| \| \| \| \| \| \| \| \| \| \| 4. Geoffrey de Neufmarché \| \| \| \| \| \| \| \| \| \| \| \| \| \| \| \| \| \| \| \| \| \| \| \| \| \| \| \| \| \| \| \| \| \| \| \| \| \| \| \| \| \| \| \| \| \| \| \| \| \| \| \| \| \| 2. Bernard de Neufmarché \| \| \| \| \| \| \| \| \| \| \| \| \| \| \| \| \| \| \| \| \| \| \| \| \| \| \| \| \| \| \| \| \| \| \| \| \| \| \| \| \| \| \| \| \| \| \| \| \| \| \| \| \| \| 20. Bernard de Saint-Valéry \| \| \| \| \| \| \| \| \| \| \| \| \| \| \| \| \| \| \| \| \| \| \| \| \| \| \| \| \| \| \| \| \| \| \| \| \| \| \| \| \| \| \| \| \| \| \| \| \| \| \| \| \| \| 10. Richard de Saint-Valéry, señor de Heugleville \| \| \| \| \| \| \| \| \| \| \| \| \| \| \| \| \| \| \| \| \| \| \| \| \| \| \| \| \| \| \| \| \| \| \| \| \| \| \| \| \| \| \| \| \| \| \| \| \| \| \| \| \| \| 5. Ada de Heugleville \| \| \| \| \| \| \| \| \| \| \| \| \| \| \| \| \| \| \| \| \| \| \| \| \| \| \| \| \| \| \| \| \| \| \| \| \| \| \| \| \| \| \| \| \| \| \| \| \| \| \| \| \| \| 11. Ada de Heugleville \| \| \| \| \| \| \| \| \| \| \| \| \| \| \| \| \| \| \| \| \| \| \| \| \| \| \| \| \| \| \| \| \| \| \| \| \| \| \| \| \| \| \| \| \| \| \| \| \| \| \| \| \| \| 1. Sibyl de Neufmarché \| \| \| \| \| \| \| \| \| \| \| \| \| \| \| \| \| \| \| \| \| \| \| \| \| \| \| \| \| \| \| \| \| \| \| \| \| \| \| \| \| \| \| \| \| \| \| \| \| \| \| \| \| \| 12. Richard Fitz Scrob \| \| \| \| \| \| \| \| \| \| \| \| \| \| \| \| \| \| \| \| \| \| \| \| \| \| \| \| \| \| \| \| \| \| \| \| \| \| \| \| \| \| \| \| \| \| \| \| \| \| \| \| \| \| 6. Osbern FitzRichard \| \| \| \| \| \| \| \| \| \| \| \| \| \| \| \| \| \| \| \| \| \| \| \| \| \| \| \| \| \| \| \| \| \| \| \| \| \| \| \| \| \| \| \| \| \| \| \| \| \| \| \| \| \| 26. Robert el Diácono, sheriff de Essex \| \| \| \| \| \| \| \| \| \| \| \| \| \| \| \| \| \| \| \| \| \| \| \| \| \| \| \| \| \| \| \| \| \| \| \| \| \| \| \| \| \| \| \| \| \| \| \| \| \| \| \| \| \| 13. hija de Robert el Diácono, sheriff de Essex \| \| \| \| \| \| \| \| \| \| \| \| \| \| \| \| \| \| \| \| \| \| \| \| \| \| \| \| \| \| \| \| \| \| \| \| \| \| \| \| \| \| \| \| \| \| \| \| \| \| \| \| \| \| 3. Nest ferch Osbern \| \| \| \| \| \| \| \| \| \| \| \| \| \| \| \| \| \| \| \| \| \| \| \| \| \| \| \| \| \| \| \| \| \| \| \| \| \| \| \| \| \| \| \| \| \| \| \| \| \| \| \| \| \| 28. Llywelyn ap Seisyll \| \| \| \| \| \| \| \| \| \| \| \| \| \| \| \| \| \| \| \| \| \| \| \| \| \| \| \| \| \| \| \| \| \| \| \| \| \| \| \| \| \| \| \| \| \| \| \| \| \| \| \| \| \| 14. Gruffydd ap Llywelyn \| \| \| \| \| \| \| \| \| \| \| \| \| \| \| \| \| \| \| \| \| \| \| \| \| \| \| \| \| \| \| \| \| \| \| \| \| \| \| \| \| \| \| \| \| \| \| \| \| \| \| \| \| \| 29. Angharad ferch Owain \| \| \| \| \| \| \| \| \| \| \| \| \| \| \| \| \| \| \| \| \| \| \| \| \| \| \| \| \| \| \| \| \| \| \| \| \| \| \| \| \| \| \| \| \| \| \| \| \| \| \| \| \| \| 7. Nest ferch Gruffydd \| \| \| \| \| \| \| \| \| \| \| \| \| \| \| \| \| \| \| \| \| \| \| \| \| \| \| \| \| \| \| \| \| \| \| \| \| \| \| \| \| \| \| \| \| \| \| \| \| \| \| \| \| \| 30. Aelfgar de Mercia \| \| \| \| \| \| \| \| \| \| \| \| \| \| \| \| \| \| \| \| \| \| \| \| \| \| \| \| \| \| \| \| \| \| \| \| \| \| \| \| \| \| \| \| \| \| \| \| \| \| \| \| \| \| 15. Edith de Mercia \| \| \| \| \| \| \| \| \| \| \| \| \| \| \| \| \| \| \| \| \| \| \| \| \| \| \| \| \| \| \| \| \| \| \| \| \| \| \| \| \| \| \| \| \| \| \| \| \| \| \| \| \| \| 31. Elgifu \| \| \| \| \| \| \| \| \| \| \| \| \| \| \| \| \| \| \| \| \| \| \| \| \| \| \| \| \| \| \| \| \| \| \| \| \| \| \| \| \| \| \| \| \| \| \| \| \| \| \| \| |                                                   |  |  |  |  |  |  |  |  |  |  |  |  |  |  |  |
| |                                                   |  |  |  |  |  |  |  |  |  |  |  |  |  |  |  |
| | 8. Turquetil de Neufmarché                        |  |  |  |  |  |  |  |  |  |  |  |  |  |  |  |
| |                                                   |  |  |  |  |  |  |  |  |  |  |  |  |  |  |  |
| |                                                   |  |  |  |  |  |  |  |  |  |  |  |  |  |  |  |
| | 4. Geoffrey de Neufmarché                         |  |  |  |  |  |  |  |  |  |  |  |  |  |  |  |
| |                                                   |  |  |  |  |  |  |  |  |  |  |  |  |  |  |  |
| |                                                   |  |  |  |  |  |  |  |  |  |  |  |  |  |  |  |
| | 2. Bernard de Neufmarché                          |  |  |  |  |  |  |  |  |  |  |  |  |  |  |  |
| |                                                   |  |  |  |  |  |  |  |  |  |  |  |  |  |  |  |
| |                                                   |  |  |  |  |  |  |  |  |  |  |  |  |  |  |  |
| | 20. Bernard de Saint-Valéry                       |  |  |  |  |  |  |  |  |  |  |  |  |  |  |  |
| |                                                   |  |  |  |  |  |  |  |  |  |  |  |  |  |  |  |
| |                                                   |  |  |  |  |  |  |  |  |  |  |  |  |  |  |  |
| | 10. Richard de Saint-Valéry, señor de Heugleville |  |  |  |  |  |  |  |  |  |  |  |  |  |  |  |
| |                                                   |  |  |  |  |  |  |  |  |  |  |  |  |  |  |  |
| |                                                   |  |  |  |  |  |  |  |  |  |  |  |  |  |  |  |
| | 5. Ada de Heugleville                             |  |  |  |  |  |  |  |  |  |  |  |  |  |  |  |
| |                                                   |  |  |  |  |  |  |  |  |  |  |  |  |  |  |  |
| |                                                   |  |  |  |  |  |  |  |  |  |  |  |  |  |  |  |
| | 11. Ada de Heugleville                            |  |  |  |  |  |  |  |  |  |  |  |  |  |  |  |
| |                                                   |  |  |  |  |  |  |  |  |  |  |  |  |  |  |  |
| |                                                   |  |  |  |  |  |  |  |  |  |  |  |  |  |  |  |
| | 1. Sibyl de Neufmarché                            |  |  |  |  |  |  |  |  |  |  |  |  |  |  |  |
| |                                                   |  |  |  |  |  |  |  |  |  |  |  |  |  |  |  |
| |                                                   |  |  |  |  |  |  |  |  |  |  |  |  |  |  |  |
| | 12. Richard Fitz Scrob                            |  |  |  |  |  |  |  |  |  |  |  |  |  |  |  |
| |                                                   |  |  |  |  |  |  |  |  |  |  |  |  |  |  |  |
| |                                                   |  |  |  |  |  |  |  |  |  |  |  |  |  |  |  |
| | 6. Osbern FitzRichard                             |  |  |  |  |  |  |  |  |  |  |  |  |  |  |  |
| |                                                   |  |  |  |  |  |  |  |  |  |  |  |  |  |  |  |
| |                                                   |  |  |  |  |  |  |  |  |  |  |  |  |  |  |  |
| | 26. Robert el Diácono, sheriff de Essex           |  |  |  |  |  |  |  |  |  |  |  |  |  |  |  |
| |                                                   |  |  |  |  |  |  |  |  |  |  |  |  |  |  |  |
| |                                                   |  |  |  |  |  |  |  |  |  |  |  |  |  |  |  |
| | 13. hija de Robert el Diácono, sheriff de Essex   |  |  |  |  |  |  |  |  |  |  |  |  |  |  |  |
| |                                                   |  |  |  |  |  |  |  |  |  |  |  |  |  |  |  |
| |                                                   |  |  |  |  |  |  |  |  |  |  |  |  |  |  |  |
| | 3. Nest ferch Osbern                              |  |  |  |  |  |  |  |  |  |  |  |  |  |  |  |
| |                                                   |  |  |  |  |  |  |  |  |  |  |  |  |  |  |  |
| |                                                   |  |  |  |  |  |  |  |  |  |  |  |  |  |  |  |
| | 28. Llywelyn ap Seisyll                           |  |  |  |  |  |  |  |  |  |  |  |  |  |  |  |
| |                                                   |  |  |  |  |  |  |  |  |  |  |  |  |  |  |  |
| |                                                   |  |  |  |  |  |  |  |  |  |  |  |  |  |  |  |
| | 14. Gruffydd ap Llywelyn                          |  |  |  |  |  |  |  |  |  |  |  |  |  |  |  |
| |                                                   |  |  |  |  |  |  |  |  |  |  |  |  |  |  |  |
| |                                                   |  |  |  |  |  |  |  |  |  |  |  |  |  |  |  |
| | 29. Angharad ferch Owain                          |  |  |  |  |  |  |  |  |  |  |  |  |  |  |  |
| |                                                   |  |  |  |  |  |  |  |  |  |  |  |  |  |  |  |
| |                                                   |  |  |  |  |  |  |  |  |  |  |  |  |  |  |  |
| | 7. Nest ferch Gruffydd                            |  |  |  |  |  |  |  |  |  |  |  |  |  |  |  |
| |                                                   |  |  |  |  |  |  |  |  |  |  |  |  |  |  |  |
| |                                                   |  |  |  |  |  |  |  |  |  |  |  |  |  |  |  |
| | 30. Aelfgar de Mercia                             |  |  |  |  |  |  |  |  |  |  |  |  |  |  |  |
| |                                                   |  |  |  |  |  |  |  |  |  |  |  |  |  |  |  |
| |                                                   |  |  |  |  |  |  |  |  |  |  |  |  |  |  |  |
| | 15. Edith de Mercia                               |  |  |  |  |  |  |  |  |  |  |  |  |  |  |  |
| |                                                   |  |  |  |  |  |  |  |  |  |  |  |  |  |  |  |
| |                                                   |  |  |  |  |  |  |  |  |  |  |  |  |  |  |  |
| | 31. Elgifu                                        |  |  |  |  |  |  |  |  |  |  |  |  |  |  |  |
| |                                                   |  |  |  |  |  |  |  |  |  |  |  |  |  |  |  |
| |                                                   |  |  |  |  |  |  |  |  |  |  |  |  |  |  |  |